# 아틱 (기업)
아틱 (Arctic), 흔히 아틱 쿨링(Arctic Cooling)으로 알려져 있는 기업은컴퓨터 냉각 부품을 제조하는 독일, 스위스 기반의 제조기업이다. 흔히 제조하는 품목은 주로 CPU 및 그래픽 카드쿨러, 케이스 팬 및 서멀그리스다. 2010년부터, 아틱은 컴퓨터 쿨링 하드웨어 이상의 다른 소비자 요구를 충족시키기 위해 다양한 제품을 출시하여 사업을 확장했다. 오늘날 아틱은 다양한 소비자 제품(오디오, 홈 엔터테인먼트 및 컴퓨터 주변기기)군도 제공하고 있다. 2012년에는 연례 PCR 어워드의 최종 후보 중 하나인 기업으로 지명되었다.
2001년 설립된 아틱은 독일, 홍콩, 미국에 사무소를 두고 있으며 중국의 다양한 생산 시설과 협력하고 있다. 아틱 제품은 유통업체, 딜러 및 소매업체를 통해 전 세계적으로 유통된다. 주요 시장은 미국, 영국, 독일이다. 회사는 또한 OEM 냉각 장비 개발에서 HIS,Inno3D, 파워컬러, VTX3D 및 사파이어 테크놀로지와 같은 선도적인 그래픽 카드 브랜드와 협력했다.

## 역사
2001년, 아틱 쿨링은 매그너스 휴버 (Magnus Huber)에 의해 스위스에서 설립되었다. 회사 이름에서 알 수 있듯이, 과거에는 전적으로 컴퓨터 냉각 제품군에 중점을 두었다. 오늘날 특히 가전제품 분야에서 타 영역으로 사업을 확장하기 위해 2010년까지 컴퓨터 냉각 제품군을 넘어 컴퓨터 주변기기, 오디오 제품 및 홈 엔터테인먼트 PC에 이르는 다양한 범위의 제품을 개발하기 시작했다. 이러한 이유로, 아틱 쿨링(Arctic Cooling)의 상표명은 2010년에 아틱(Arctic)으로 짧게 변경되었다. 2015년 11월 17일부터, 아틱 스위스 AG (Arctic Switzerland AG)는 청산되었다.

## 로고

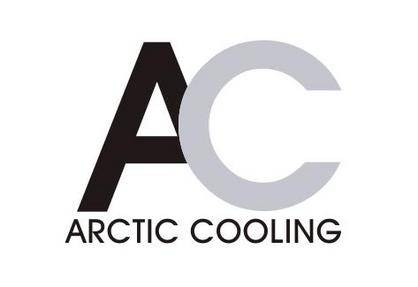
아틱 쿨링 로고
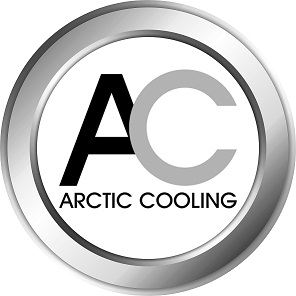
아틱 쿨링 쉴드 (Arctic Cooling shield)
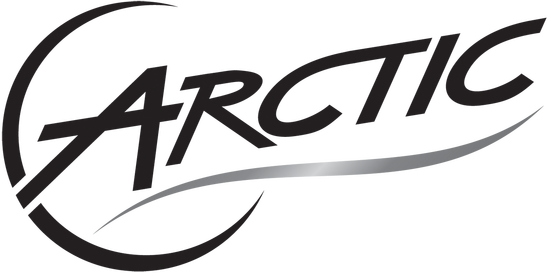
2010년부터 2017년 1월까지 사용된 로고
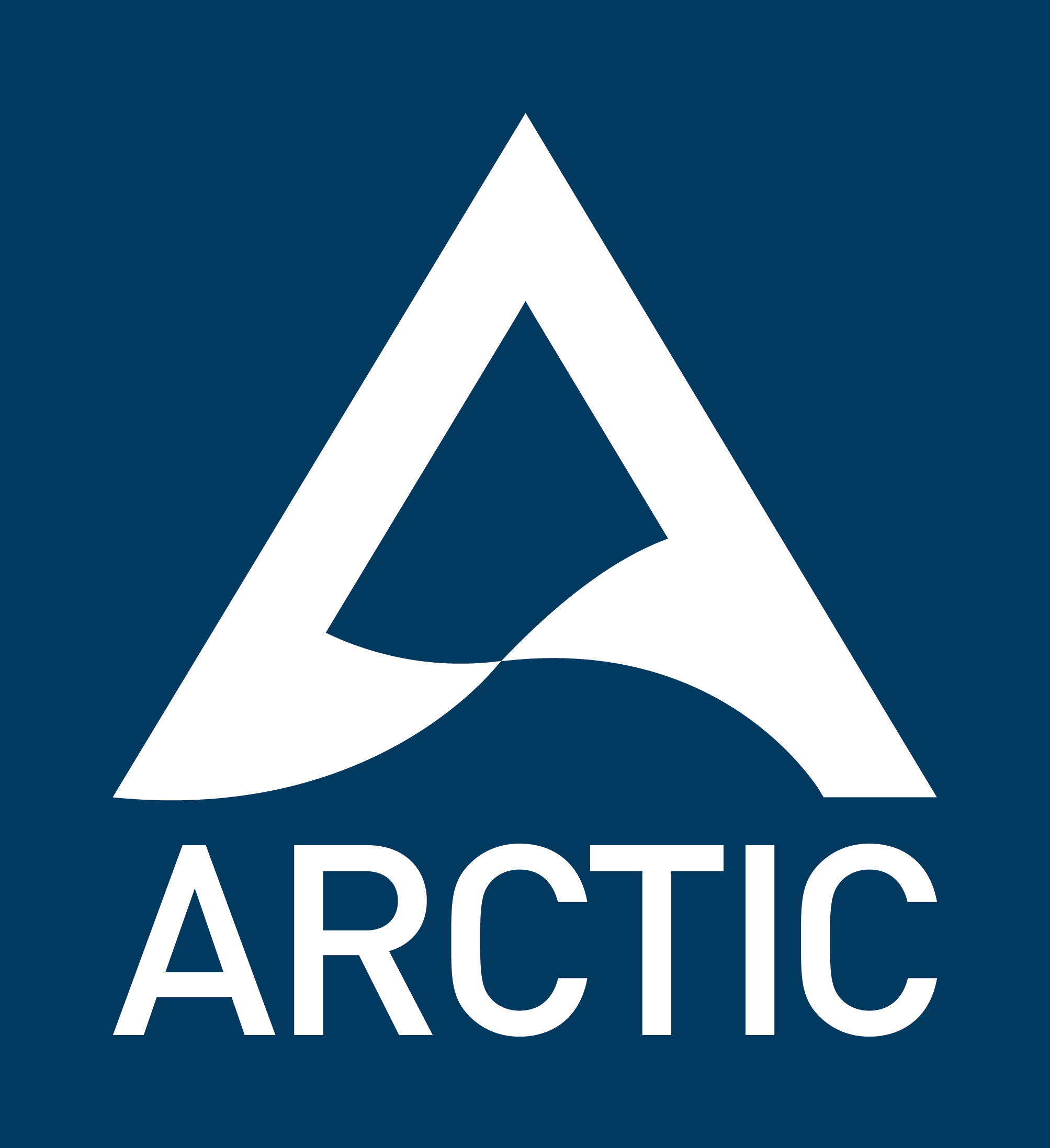
2017년 1월 이후 로고

## 제품

### 컴퓨터 쿨링

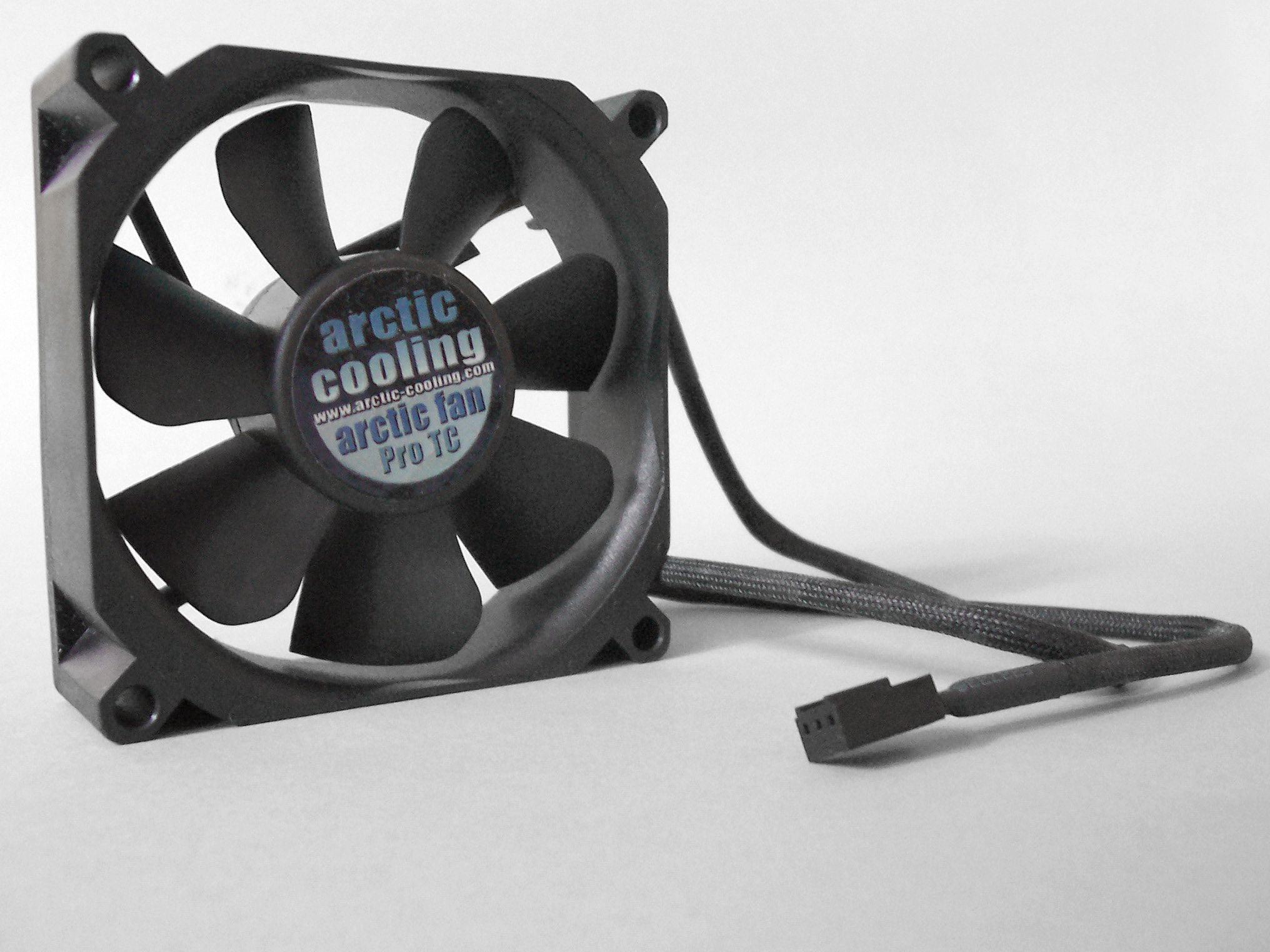
아틱의 80mm 시스템 팬

아틱은 회사의 원래 초점이 되는 컴퓨터 하드웨어용 냉각 제품을 광범위한 호환성을 갖춘 설계 및 제조하는 데 중점을 두고 있다. 팬과 쿨러 디자인뿐만 아니라 PWM 쉐어링, 저소음 임펠러, 크로스 블로우 및 진동 방지 기술을 포함한 공냉 쿨러에 사용되는 특수 기술에 대한 많은 특허를 소유했다.
프리저(Freezer)
프리저(Freezer)는 CPU 쿨러 라인에 대한 아틱의 제품군 명칭이다. 히트파이프 구조를 기반으로 한 공냉쿨러와 수냉쿨러가 모두 포함된다.
알파인(Alpine)
알파인(Alpine)은 알루미늄 압출 방열판을 기반으로 한 CPU 쿨러 라인에 대한 아틱의 제품군 명칭이다. 액티브(Active) 쿨러와 패시브(Passive) 쿨러가 모두 포함되어 있다.

#### 악셀로(Accelero)
악셀로(Accelero)는 아틱의 그래픽 카드 쿨러 라인의 상표이다.액셀러로 (Accelero) 쿨러 라인은 엔비디아와 AMD의 GPU를 기반으로 한 하이엔드 그래픽 카드를 대상으로 한다.악셀로 시리즈는 공기 냉각, 패시브 냉각과 같은 다양한 유형의 냉각 기술을 활용하여 다양한 고객을 위한 다양한 옵션을 제공한다. 2006년, 악셀로 X1 및 X2는 제조업체가 시리즈에 처음으로 도입한 VGA 냉각기다.악셀로 시리즈는 맞춤형 그래픽 카드 냉각 솔루션을 개발하기 위해 메인보드 및 비디오 카드 제조업체와 여러 OEM 프로젝트에서 협력했다. 아틱은 방열판에 구리 베이스를 사용한 최초의 비디오 카드 냉각기 제조업체다.
2012년 5월, 아틱은 시장에서 공기와 액체 솔루션이 통합된 세계 최초의 그래픽 카드 쿨러라고 주장하는 악셀로 하이브리드 (Accelo Hybrid)를 출시했다.

##### 특징
그래픽 카드 쿨러는 일반적으로 소음, 온도를 줄이고 GPU의 오버클럭 기능을 향상시키기 위해 스톡 쿨러의 업그레이드 또는 대체 역할을 한다.아틱의 방열판은 조용하고 고성능의 냉각 기능을 제공한다고 알려져 있으며,액셀로(Accelero) 시리즈는 시장에서 가장 인기 있는 그래픽 카드 쿨러 제품군 중 하나이기도 하다.

#### 서멀그리스(Thermal compound)
서멀그리스 제품군 중 MX-4는 독일 잡지 PC게임즈 하드웨어(PC Games Hardware)로부터 최고 제품상(Top Product Award)을 받았다.

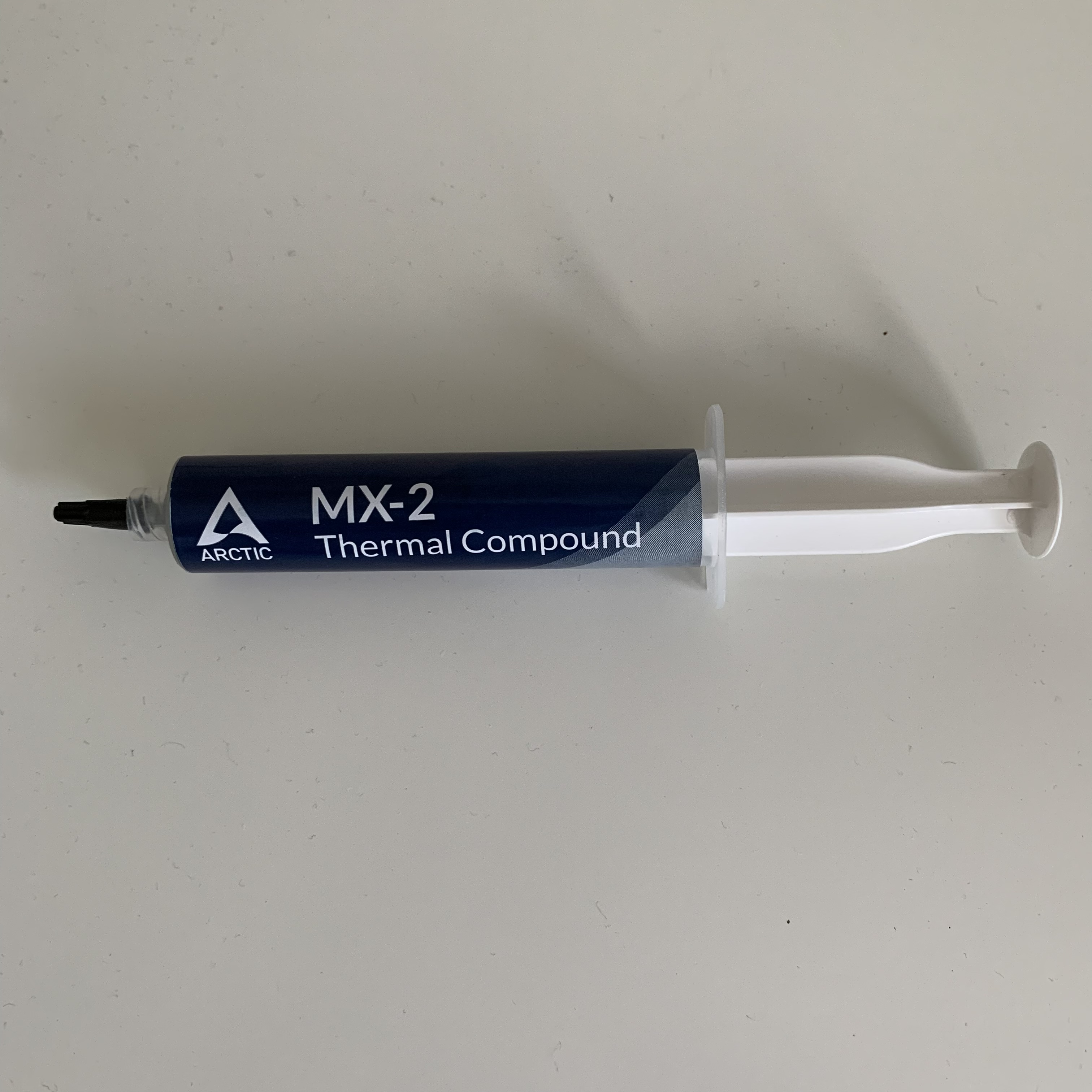
아틱 MX-2 서멀그리스

- MX-6
- MX-4
- MX-2[37]

#### PC 케이스
- 사일런티움(Silentium) T11[38]
- 사일런티움 T Eco 80[39]

#### 퓨전(Fusion) 파워서플라이, 저장 디바이스
퓨전(Fusion)은 아틱의 다양한 냉각 및 데이터 저장 제품의 브랜드 이름이다. 제품군은 Fusion 550- EU, Fusion 550RF, Fusion 550R, Fusion 550F, Fusion 1TB (외장 하드 디스크), 그리고 Fusion 1TB 데이터 저장 디바이스가 있다.

### 오디오 시리즈
2010년부터 스피커, 헤드폰, 헤드셋과 같은 오디오 제품을 개발하기 시작했으며, 2011년 말에 무선 오디오 시스템으로 확장되었다.

### 리빙 시리즈
2011년 6월 아틱은 컴퓨텍스 2011에서 처음 선보인 첫 번째 미니 HTPC인 MC001 엔터테인먼트 센터 시리즈로 HTPC 시장에 진출했다. 2012년, 아틱은 멀티미디어 사용자를 대상으로 하는 AMD 트리니티 기반 HTPC인 MC101 시리즈를 통해 더욱 발전된 모델을 선보였다. MC101 시리즈는 AMD 트리니티 A8/A10 APU, AMD 라데온 HD 3D 그래픽, 최대 1TB 하드 디스크 스토리지, SSD, 최대 8GB DDR3 메모리 및 내장 TV 튜너를 갖추고 있다.
아틱은 엔터테인먼트 센터 외에도 오토 릴레이(Windows Media Center Extender: Audio Relay)로 작동하는 오디오 게이트웨이도 제공한다.DLNA 인증은 받지 않았지만 프로토콜과 호환된다.
일부에 한정된 상업적 성공으로 인해 이 제품 라인은 중단되었다.

### 컴퓨터 주변기기
아틱은 키보드, 마우스, USB 팬 등을 포함한 다양한 컴퓨터 주변기기를 제공한다. 2011년 말, 이 브랜드는 애플용 액세서리를 제공하기 시작했다.

### 파워 시리즈
파워 시리즈는 다양한 여행용 USB 어댑터, 자동차 충전기 및 배터리를 제공한다.

## 특허 및 상표
아틱은 제품에 적용된 이름과 기술에 대한 여러 상표와 특허를 주장했다. 회사에서 생산하는 일부 공랭쿨러와 케이스 팬은 팬이 작동할 때 윙윙거리는 소리를 제거하고 진동 흡수를 달성하기 위해 팬 홀더의 특허 디자인이 특징이다. 프리저(Freezer) 7 프로는 작동하는 팬의 진동을 흡수하고 진동이 방열판과 케이스로 전달되는 것을 방지하는 진동 댐퍼 역할을 하는 4개의 고무 커넥터를 갖추고 있다. 아틱 F Pro PWM은 동일한 기술을 사용하여 진동을 흡수하고 진동이 케이스 내의 다른 구성 요소로 전달되는 것을 방지한다.
아틱은 PWM 공유 기술(PWM Sharing Technology, 이하 PST)의 특허 보유자임을 주장하며, PWM은 메인보드에 연결된 다른 모든 PWM 제어 장치와 단일 PWM 신호를 공유하여 모든 팬 속도를 제어하고 부하에 따른 노이즈 레벨을 향상시킨다.
프리저 13 PROCO는 특허 받은 크로스-보우(Cross-Blow) 기술을 사용하여 히트 싱크 하단에 설치된 여분의 팬을 사용해 노스브리지 및 전압 조절기를 포함한 주변 부품에 냉각 성능을 높인다.
이 회사는 특허 받은 패시브 냉각 기술(DE 20200600)을 악셀로 S1 PLUS에 활용하여, 더 많은 공기를 알루미늄 핀을 통과시켜 열을 더 효율적으로 방출함으로써 GPU에서 나오는 자연 대류 수준을 향상시킨다.
프리저(Freezer), 악셀로(Accelero), 알파인(Alpine), 퓨전(Fusion) 및 사일런티움(Silentium) 시리즈를 포함한 주요 제품 중 일부는 EU 및 미국에서 등록 상표이다.

## 브랜딩

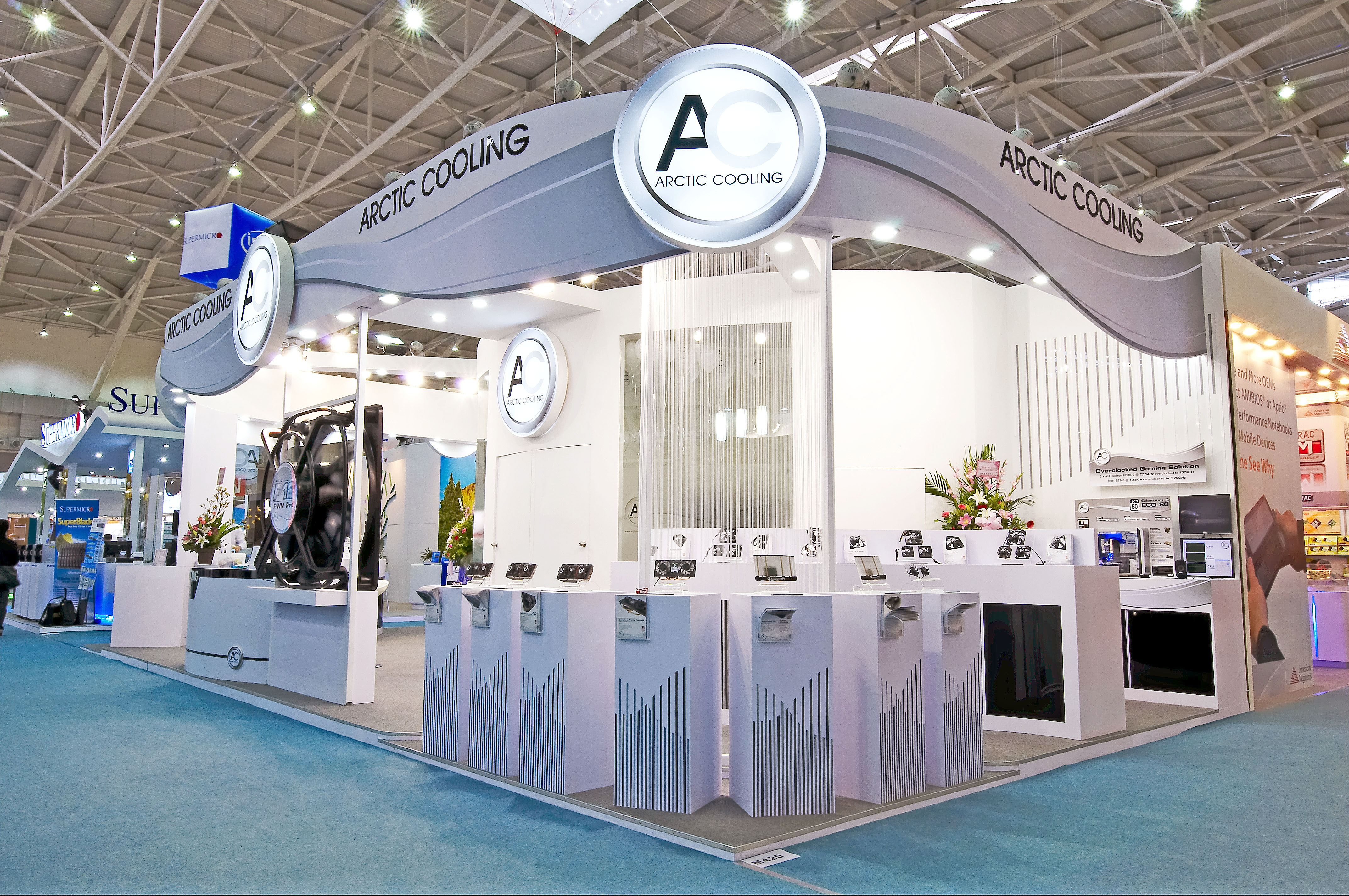
2008년 대만 컴퓨텍스에서의 아틱 부스

2011년, 아틱은 브랜드의 인지도를 강화하기 위해 소셜 미디어 (페이스북 등)를 통해 최종 소비자를 끌어들이기 시작했다. 이 회사는 또한 PCR 리테일 부스 캠프(영국 PC 및 IT 채널을 위한 새로운 컨퍼런스 및 엑스포)와 플래티넘 파트너였다.

## 콜라보레이션
아틱은 또한 여러 그래픽 카드 제조업체를 위한 냉각팬을 생산한다.
대부분의 경우 OEM 쿨러를 제조하는 것을 넘어 냉각 기능을 개선한다.
해당 그래픽 카드 제조업체는 아래와 같다.
- AMD (ATI)
- Club 3D
- ECS (Elitegroup Computer Systems)
- GALAX
- HIS (Hightech Information System)
- Inno3D
- TUL (파워컬러)
- 사파이어 테크놀로지
- Sparkle (SPARKLE Computer Co., Ltd.)
- 조텍

## OpenELEC과의 파트너쉽
MC001을 윈도우 7과 결합하는 전략적 실수와 높은 가격으로 인해 MC001은 매우 많이 판매되었다. 매출 증대를 위해 2013년 2월 5일, 아틱은 OpenELEC와의 새로운 파트너십을 발표했다. 아틱은 OpenELEC와 협력하여 완전히 수동적으로 냉각된 엔터테인먼트 시스템(최신 XBMC 12(OpenELEC 3.0) 플랫폼이 장착된 MC001 미디어 센터(미국 및 EU 버전)를 결합했다. 아틱 과 OpenELEC는 아틱의 MC001 시스템을 위한 보다 나은 전용 빌드를 제공하는 것을 목표로 다음 발매를 계획하고 있었다. OpenELEC와 파트너쉽을 맺은 직후, 수동 냉각형 미디어 센터 개발은 중단되었다.

## 분쟁
아틱은 AMD를 상대로 자사 상표인 '퓨전' 침해 소송을 제기할 계획이었던 것으로 알려졌는데, 이는 AMD가 같은 실리콘 조각에 x86 프로세싱 코어와 라데온 스트림 프로세서를 통합한 일련의 APU를 설명하는 데 사용한 이름이다. 소송을 고려하여 AMD는 2012년 초에 HSA(이종 시스템 아키텍처)를 선호하여 퓨전 브랜딩을 중단할 계획이라고 발표했다. 2013년 1월 23일, 아틱은 회사와 AMD가 용어의 공개 없이 "Fusion" 상표 분쟁을 해결하는 데 상호 합의했다고 발표했다.